# Matança de l'Escola Santa Maria d'Iquique
La matança de l'Escola Santa María d'Iquique fou una matança de treballadors del nitrat de Xile comesa a Xile el 21 de desembre de 1907. Oficialment es van registrar 126 persones mortes de diverses nacionalitats, les quals es trobaven en vaga general quan van ser assassinades per l'exèrcit xilè mentre s'allotjaven a l'Escola Domingo Santa Maria del port d'Iquique. Altres versions donen diverses xifres de morts, entre 700 i 3.600.
La tragèdia va esdevenir en l'època de l'auge de la producció del nitrat de Xile en Antofagasta i Tarapacá, sota els governs parlamentaris xilens (República Parlamentària de Xile, 1891-1925). La vaga —provocada per les miserables condicions de treball i l'explotació dels obrers— va ser reprimida per mitjà de l'ús indiscriminat de la força armada per part del govern del president Pedro Montt.
El general Roberto Silva Renard —al comandament de les unitats militars sota les instruccions del ministre de l'interior Rafael Sotomayor Gaete— va ordenar reprimir les protestes. Les tropes van matar nombrosos treballadors i les seves famílies, per a després donar un tracte especialment dur als supervivents.
Alguns afirmen que van ser assassinades entre 2.200 i 3.600 persones, estimant que un alt nombre dels morts, no determinat, eren peruans o bolivians. Els bolivians s'havien negat a abandonar la vaga, malgrat els avisos del cònsol bolivià.
| «                                                 | Amb els xilens vam venir, amb els xilens morirem. | » |
| — Obrers bolivians en resposta al cònsol bolivià. |                                                   |   |

## Antecedents
Els seus antecedents històrics es troben en el naixement del moviment obrer en general, i en el sindicalisme en particular. Tots dos van iniciar el seu desenvolupament entre els miners del nitrat de Xile, en temps de profunda decadència institucional del seu país. Aquesta massacre va provocar l'apaivagament del moviment obrer al llarg de prop de deu anys, per causa de la violència exercida pels agents de l'estat. La vaga i el seu tràgic corol·lari van suposar la fi d'un cicle vaguístic iniciat en 1902 i que va tenir com a principals protagonistes la vaga de Valparaíso de 1903 i la de Santiago de Xile de 1905.

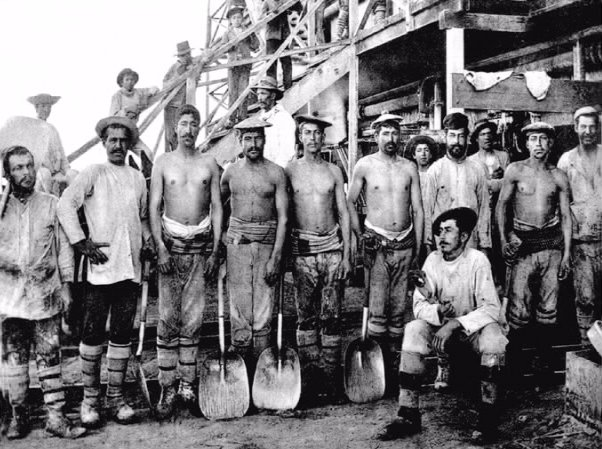
Treballadors del nitrat de Xile.

Geogràficament tota la zona del nitrat de Xile es troba dins del desert d'Atacama. Els territoris de Tarapacá i Antofagasta van ser conquerits per Xile després de la Guerra del Pacífic (1879-1883), significant per a Xile el poder accedir a una zona de riquesa mineral composta principalment per grans jaciments de coure i nitrat.
Aquest últim es convertiria a finalitats del segle xix en el principal puntal de l'economia del país, productor exclusiu a nivell mundial. Les tensions provocades pel domini de les mines havien estat una de les principals causes de la guerra civil de 1891, quan el bàndol del Congrés Nacional de Xile, protegint els interessos xilens i britànics de la zona, van vèncer contra el del president José Manuel Balmaceda.
Els jaciments es trobaven al ben mig de la pampa, el pla existent entre l'oceà Pacífic i l'inici de la serralada dels Andes. Segons el cens del 28 de novembre de 1907, Tarapacá tenia aleshores 110.000 habitants. En aquesta província i en la de Antofagasta treballaven prop de 40.000 operaris, dels quals prop de 13.000 provenien principalment de Bolívia i del Perú. La vida en les mines era molt dura. Les empreses exercien un dur control sobre tots els aspectes del treball i de la vida dels obrers dels jaciments, la qual cosa provocava un alt grau de vulnerabilitat dels treballadors davant les arbitrarietats comeses pels amos, ja que aquest control desbordava clarament el mer àmbit laboral. La concentració de poders era immensa. A part de ser amos dels habitatges dels obrers, les empreses comptaven amb un sistema policial propi, controlaven els comerços i a tots aquells que es dirigien a realitzar negocis en les oficines. Van establir un sistema exclusiu de pagament per mitjà de fitxes, les quals podien ser bescanviades exclusivament en les oficines i negocis de la propietat, i no dubtaven a retardar els pagaments fins a dos o tres mesos.
A començament del segle xx, la inestabilitat social de la regió de Tarapacá va començar a manifestar-se en el malestar dels obrers del nitrat, que en diferents peticions reclamaven al Govern de Santiago atenció i millores en les seves condicions tant de vida com laborals. Però els governs parlamentaris no es van mostrar a favor d'intervenir en les negociacions entre ocupadors i treballadors, tot considerant als moviments a gran escala dels treballadors com a rebel·lions incipients, especialment si anaven acompanyats de demostracions massives.

## Vaga i matança

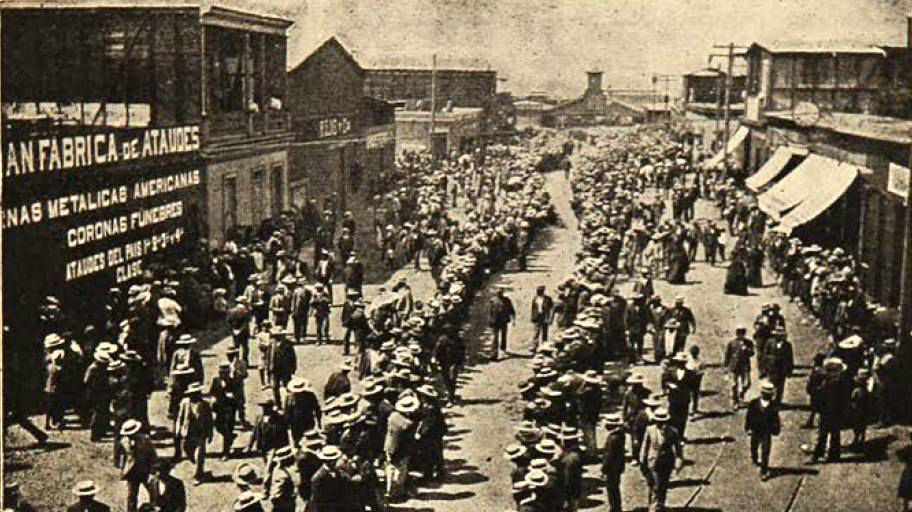
Marxa dels obrers pels carrers d'Iquique.

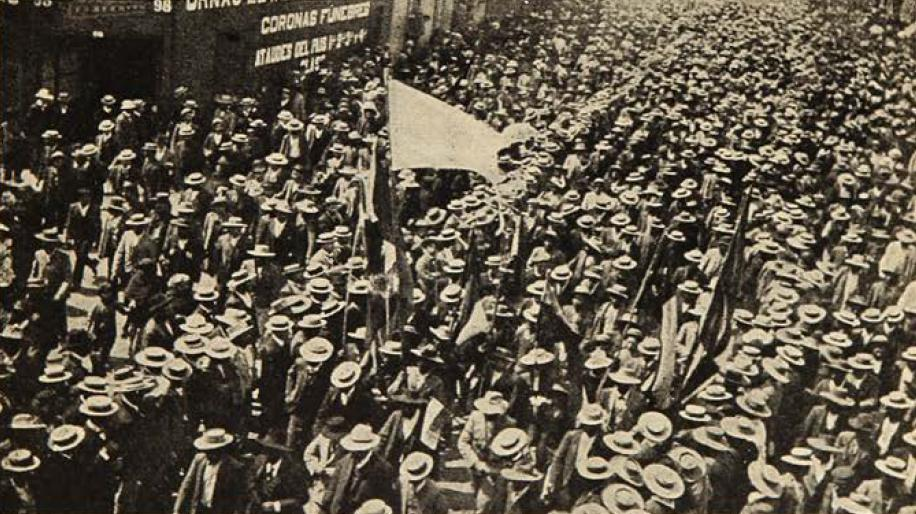
Marxa dels obrers en vaga per Iquique abans de ser allotjats a l'escola.

El 10 de desembre de 1907 es va iniciar una vaga general en la mina San Lorenzo, ampliant-se més tard a la d'Alto San Antonio, iniciant-se així l'anomenada Vaga dels 18 penics. Aquest nom es deu al fet de què els jornalers demanaven el pagament de salaris a aquest tipus de canvi, ja que el nitrat era comercialitzat en lliures esterlines. La nombrosa columna de vaguistes d'Alto San Antonio va arribar al port d'Iquique, seu del govern regional, portant banderes de Xile, Perú, Bolívia i Argentina, allotjant-se a l'hipòdrom del port. A aquest moviment es van sumar els treballadors d'altres mines de nitrat, afegint-se a la vaga també gairebé tot el comerç i la indústria del nord del país. Les demandes publicades el 16 de desembre en un memorial pels treballadors van ser les següents: 
- Acceptar que mentre no se suprimeixin les fitxes i es pagui en diners, cada oficina representada i subscrita pel seu gerent accepti les fitxes d'una altra oficina, pagant una multa de $ 50.000 sempre que es negui a rebre les fitxes d'una oficina.
- Pagament dels jornals a raó d'un canvi fix de 18 penics. Llibertat de comerç a l'oficina en forma àmplia i absoluta.
- Tancament general amb reixa de ferro de tots els cachuchos i chulladores[12] de les oficines del nitrat, sota pena de pagar de 5.000 a 10.000 pesos d'indemnització a cada obrer que es malmeti a conseqüència de no haver-se complert aquesta obligació.
- A cada oficina hi haurà una balança i una vara als comerços i botigues per a confrontar pesos i mesures.
- Concedir local gratuït per a fundar escoles nocturnes per a obrers, sempre que alguns d'ells ho demani.
- Que l'administrador no pugui fer llançar a la rampa el caliche decomissat i aprofitar-se després en els cachuchos.
- Que ni l'administrador ni cap empleat de l'oficina pugui acomiadar els obrers que han pres part en el present moviment, ni als caps, sense un desnonament de 2 a 3 mesos, o una indemnització de 300 a 500 pesos.
- Que en el futur sigui obligatori per a obrers i patrons un desnonament de 15 dies quan es posi terme al contracte.

Aquest acord un cop acceptat esdevindria una escriptura pública i seria signat pels patrons i pels representants designats pels obrers.

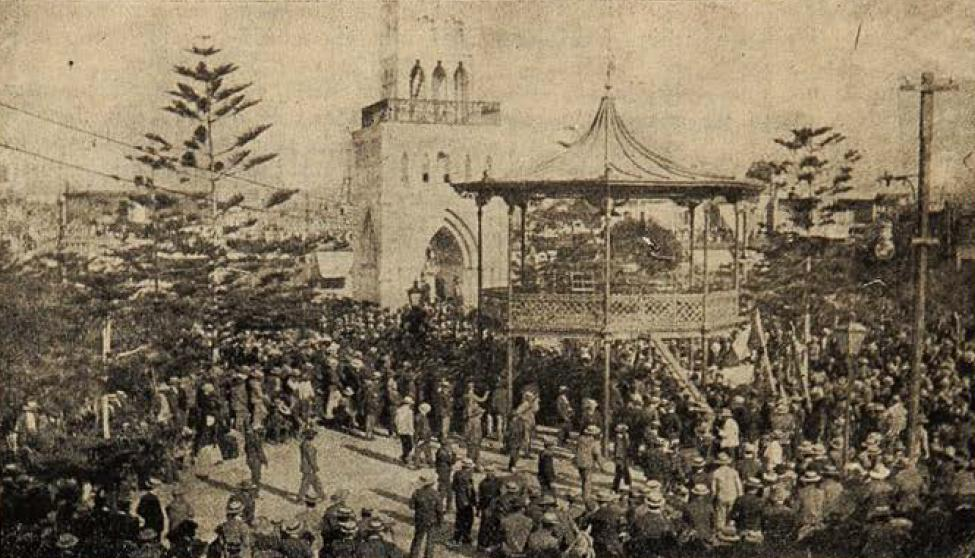
Meeting dels obrers en la Plaça Arturo Prat.

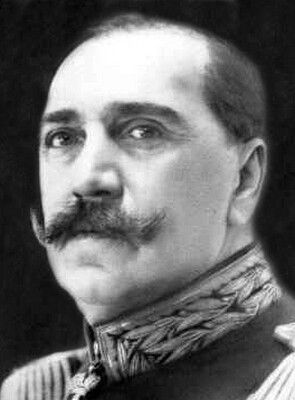
Roberto Silva Renard, general que va ordenar la matança.

El 16 de desembre, milers de treballadors van arribar a la ciutat d'Iquique, donant suport a les demandes dels miners fetes a l'autoritat provincial, en què es demanava la seva intervenció. Les demandes fetes anteriorment, l'enviament de comissions amb petitoris a l'autoritat, havien fracassat en 1901, 1903 i 1904.
El govern de Santiago, havia donat ja l'ordre de trasllat de tres regiments de l'exèrcit per a reforçar els dos que hi havia a Iquique i va enviar des de Valparaíso el creuer Blanco Encalada amb tropes de desembarcament. El 17 va arribar el vaixell des d'Arica transportant al regiment Rancagua i l'endemà ancorava en la badia el Esmeralda, que portava tropes del Regiment d'Artilleria Naval.
L'intendent interí Julio Guzmán García va ser el mediador en les negociacions amb els representants dels miners fins al dia 19, en què van arribar a Iquique l'intendent titular Carlos Eastman Quiroga i el general Roberto Silva Renard, cap de la Primera Zona Militar de l'Exèrcit, acompanyats del coronel Sinforoso Ledesma. Tots ells van ser rebuts amb aclamacions pels obrers, que van creure que venien comissionats per traslladar-los i solucionar els seus problemes.

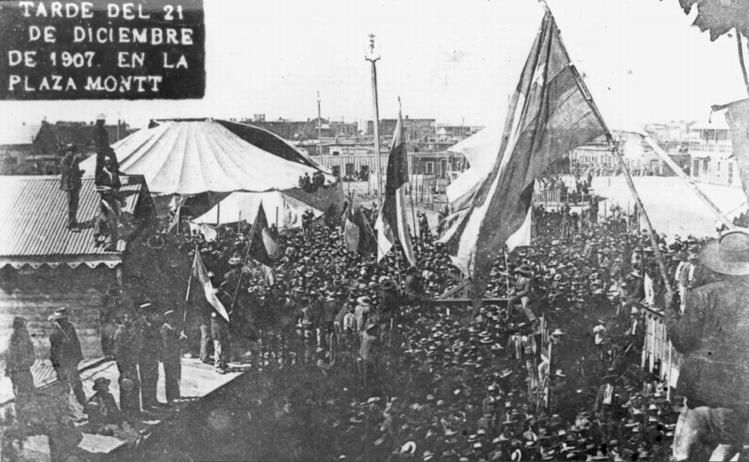
Concentració dels miners en la Plaça Montt, 21 de desembre de 1907.

A mesura que avançava la vaga, més i més treballadors s'unien a ella, arribant-se a estimar que pel 21 de desembre eren entre 10.000 i 12.000 els obrers en vaga en Iquique. Als pocs dies d'haver arribat, aquest gran conjunt de treballadors estava reunit a la plaça Manuel Montt i a l'Escola Domingo Santa Maria, demanant al govern que actués de mediador amb els patrons de les oficines del nitrat estrangeres (dels anglesos) per tal de solucionar les seves demandes. Per la seva banda, els patrons es negaven a negociar mentre els obrers no reprenguessin les seves activitats.
Ordres oficials des de Santiago determinaven que els vaguistes abandonessin la plaça i l'escola i se situessin en l'hipòdrom, per després tornar amb tren a les mines i reprendre les seves feines. Els treballadors es van negar, intuint que si tornaven a la feina les seves peticions serien ignorades.

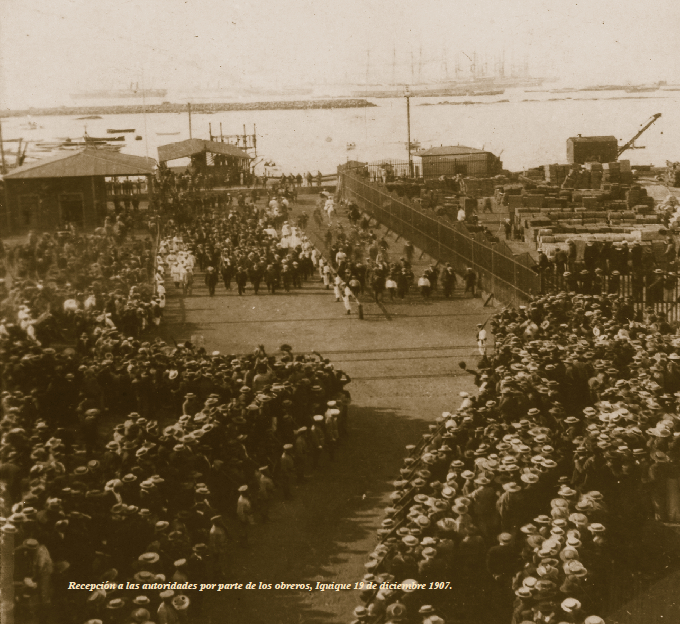
Recepció de les autoritats. 19 de desembre de 1907.

Davant la creixent tensió que hi havia ja entre els grups, el 20 de desembre de 1907 els dirigents van efectuar una reunió amb l'intendent Eastman. En aquell mateix moment era declarat l'estat de setge, fent que les llibertats constitucionals fossin suspeses, tot això per mitjà d'un decret publicat en la premsa. Mentre la reunió s'efectuava en l'oficina del nitrat Buenaventura, un grup d'obrers amb les seves famílies van tractar d'abandonar el lloc i van ser crivellats en la línia fèrria. Com a resultat d'aquesta acció, 6 obrers van morir i els altres van resultar ferits.
El 21 de desembre de 1907 es van efectuar els funerals dels obrers, i immediatament després de concloure les cerimònies se'ls va ordenar a tots els treballadors que abandonessin les dependències de l'escola i els seus voltants i es traslladessin a les casetes del Club Hípic. Els obrers es van negar a marxar, tement ser canonats pels vaixells al llarg del camí que haurien de recórrer per arribar al club.
El general Roberto Silva Renard, juntament amb el coronel Ledesma, tenien la missió de desallotjar als treballadors en vaga. Es va indicar als dirigents del comitè de treballadors, que si no sortien de l'edifici abans de les 14:30 hores llavors obririen foc contra ells. Davant la negativa dels obrers, el cap militar va reiterar que obriria foc sobre els vaguistes a les 15:30 hores. Malgrat les amenaces reiterades, només un petit grup de treballadors va abandonar la plaça.
A l'hora assenyalada, Silva Renard va ordenar als soldats disparar als membres del comitè que es trobaven en el terrat de l'escola, que van caure morts amb la primera descàrrega. La multitud, desesperada i cercant escapar, es va llançar sobre la tropa i aquesta va repetir el foc mitjançant metralladores. En aquell moment les forces de l'exèrcit van entrar a l'escola i van crivellar als treballadors i a les seves famílies (nens, dones i homes sense discriminar). Els supervivents van ser escortats amb sabres fins al Club Hípic, i des d'allí van ser enviats a la pampa.

## Víctimes

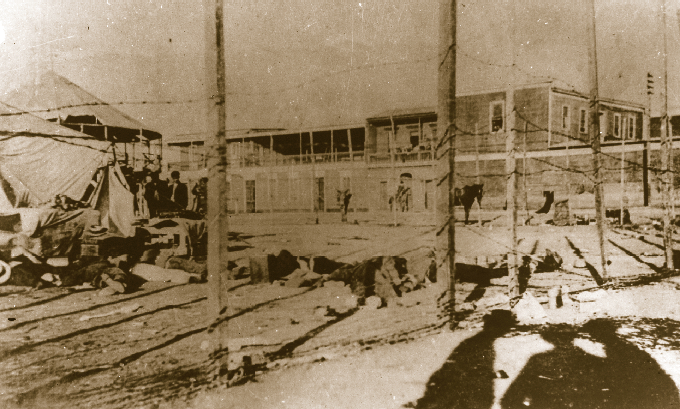
La plaça Montt, hores després de la massacre.

El nombre de víctimes que va deixar la matança ha estat sovint discutit. En primera instància, l'informe oficial del general Silva Renard indicava prop de 140 morts, per posteriorment ho va augmentar a 195. Aquest és el nombre que atorga Nicolás Palacios, testimoni de la matança. No obstant això, aquesta xifra és considerada irreal, donada la quantitat d'obrers que s'hi trobaven a l'escola. El nombre més alt suggerit ha estat de 3.600, tot i que és considerat com a especulatiu. La xifra més acceptada és de prop de 2.200. Malgrat aquesta discussió sobre el nombre de víctimes, Corretja i altres no tenen «cap dubte de la singular magnitud de la matança».
Qualsevol que hagi estat el nombre de víctimes, el govern de l'època va ordenar no expedir detalladament certificats de defunció dels morts, tot assenyalant al part de defunció «mort per ferida de bala» (veure registres del museu regional) i enterrant-los a tots en una fossa comuna en el cementiri de la ciutat. No va ser fins a 1940 que es van exhumar les seves restes, per tornar a enterrar-les al pati del Servei Mèdic Legal d'aquesta ciutat.
Amb motiu de la commemoració dels cent anys de la matança, el govern de la llavors presidenta Michelle Bachelet va ordenar que s'exhumessin novament les restes i que fossin dipositades en un monument especialment dedicat als treballadors en el lloc del crim.

## Conseqüències

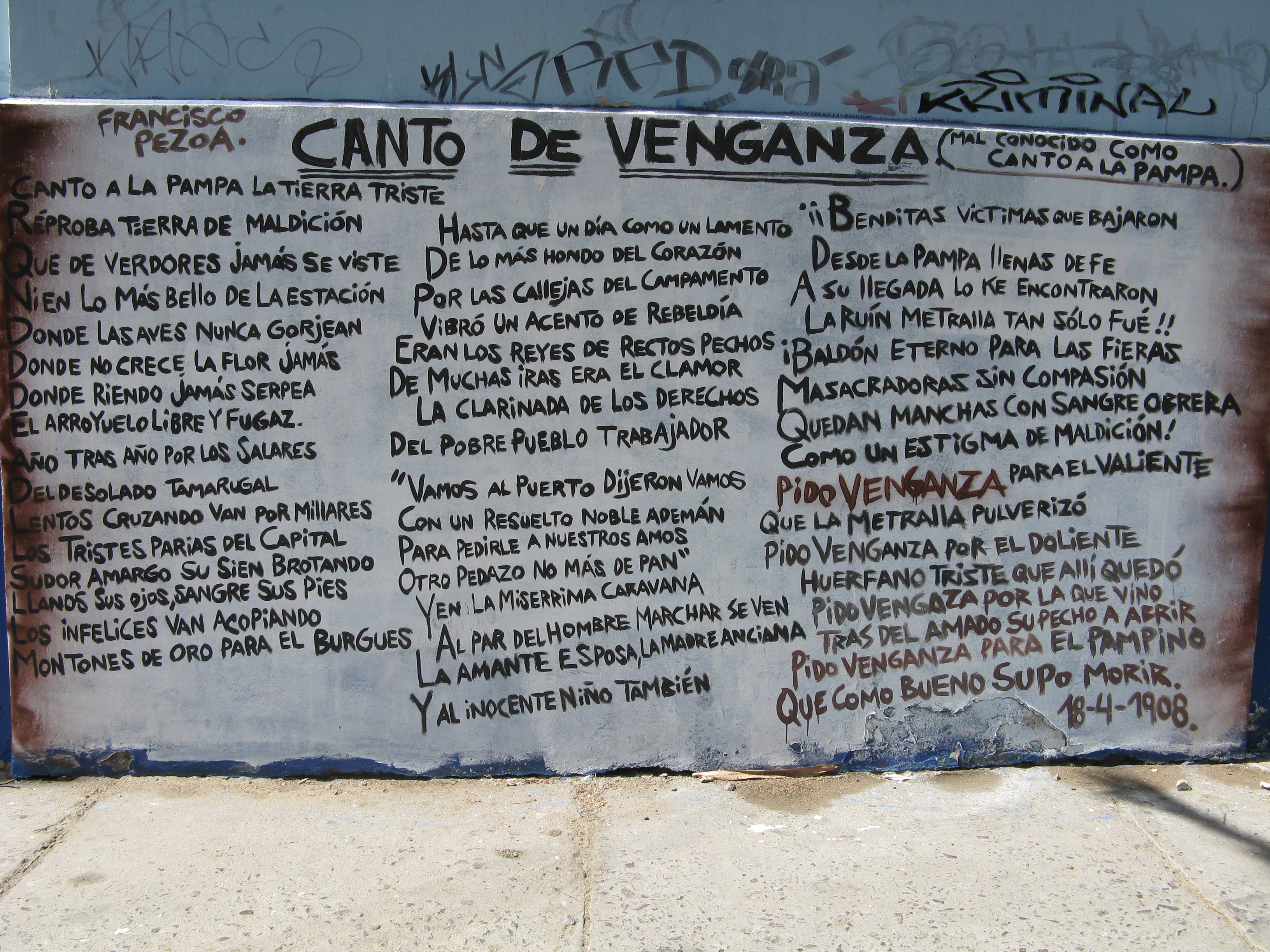
Canto de Venganza, escrit en las parets de l'escola. Fotografia feta en gener de 2008.

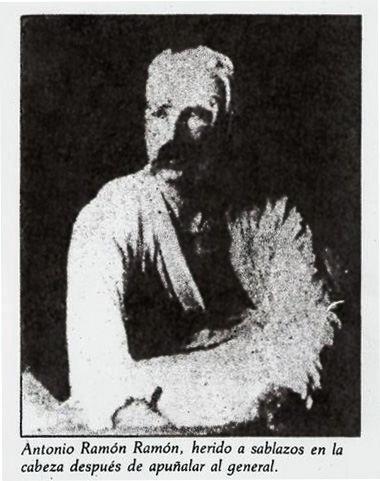
Antonio Ramón Ramón, obrer que va atemptar contra Roberto Silva Renard en 1914.

El general Silva Renard va informar al govern de Santiago sobre els fets, minimitzant la seva actuació i fent responsable dels fets als vaguistes. El Congrés Nacional va reaccionar molt tèbiament a aquestes actituds, ordenant crear una comissió investigadora, per a la qual no es va designar a ningú i no va realitzar cap funció. Més tard els fets van ser investigats per una Comissió Oficial, la qual va publicar un informe que va comunicar a la Cambra de Diputats en una sessió del 7 de novembre de 1913.
La millora de les condicions dels obrers va ser lenta, i no seria fins a 1920 quan es comencessin a dictar les lleis socials mínimes, tals com la de pagament en diners i la fixació de la jornada de treball. Per la seva banda, en 1914, el general Silva Renard, va escapar malferit d'un intent d'assassinat per part de l'anarquista espanyol Antonio Ramón Ramón, el mig germà del qual, Manuel Vacca, va resultar mort en la matança de Santa Maria. El general Silva Renard moriria uns anys més tard a causa d'aquestes ferides. La matança, no obstant això, no va ser l'última, encara que sí la més important succeïda contra treballadors que protestaven a Xile. L'historiador xilè Hernán Ramírez Necochea estima que entre 1901 i 1970 unes 15.000 persones van morir a Xile en enfrontaments amb carabiners i militars.
Durant el seu primer mandat, la presidenta Michelle Bachelet va accedir a que es decretés Dia de Dol Nacional el 21 de desembre de 2007, amb motiu de la commemoració del centenari de la matança. Per a aquesta ocasió, es va crear un monument en record de les víctimes, a més de realitzar exposicions i informacions públiques sobre els fets.

## Influència cultural
«Señoras y Señores

venimos a contar

aquello que la historia

no quiere recordar.

Pasó en el Norte Grande,

fue Iquique la ciudad.

Mil novecientos siete

marcó fatalidad.

Allí al pampino pobre

mataron por matar.»
Els fets de la matança van ser intencionalment omesos pels governs de l'època. Amb el pas del temps, aquells tràgics fets van servir d'inspiració per a cantants i poetes, mentre que els seus efectes socials van ser investigats des de mitjans del segle xx. Les principals obres que tracten d'aquest esdeveniment són:

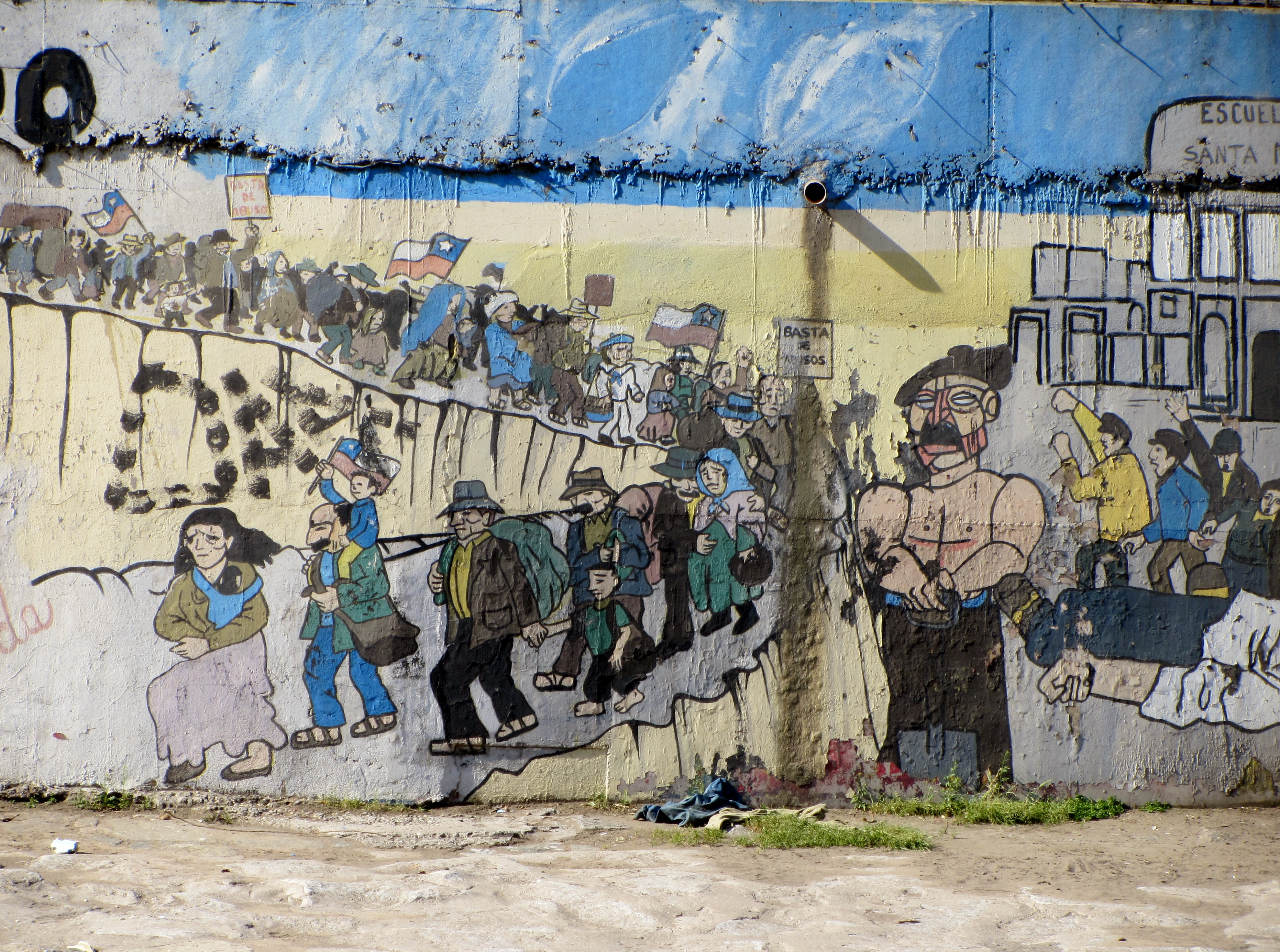
Grafiti sobre la vaga de 1907 dels obrers del nitrat de Xile

### Llibres
- 1915 - Francisco Pezoa, Canto a la pampa
- 1952 - Volodia Teitelboim, Hijo del salitre.
- 1985 - Eduardo Devés, Los que van a morir te saludan.
- 2002 - Hernán Rivera Letelier, Santa María de las flores negras.

### Música
- 1970 - Luis Advis, Cantata de Santa María de Iquique (interpretada per Héctor Duvauchelle i Quilapayún)
- 2009 - Luis Advis, Cantata rock de Santa María de Iquique (interpretada per Colectivo Cantata Rock)

### Teatre
- 2004 - 1907, companyia La Patogallina.
- 2007 - Santa María de Iquique: La venganza de Ramón Ramón, companyia Teatro del Oráculo.